# Federata Shqiptare e Badminton
Die Federata Shqiptare e Badminton ist die oberste nationale administrative Organisation in der Sportart Badminton in Albanien. Der Verband mit Sitz in Korça wurde 2005 gegründet. Präsident ist Bardhi Lavdari.
Mit der Gründung im Jahr 2005 ist der albanische Verband einer der jüngsten und auch kleinsten nationalen Badmintonverbände weltweit. 2006 wurde der Verband Mitglied in der europäischen Dachorganisation Badminton Europe. Nationale oder internationale Meisterschaften finden in Albanien noch nicht statt. Der Verband wird durch die albanische Badmintonnationalmannschaft repräsentiert. 

## Bedeutende Veranstaltungen, Turniere und Ligen
- Einzelmeisterschaften
- Juniorenmeisterschaften